# El Lute (sång)
El Lute år en sång skriven av Frank Farian och Fred Jay, och ursprungligen inspelad av Boney M. på albumet Oceans of Fantasy från 1979, samt utgiven på singel i augusti samma år. Sången handlar om Eleuterio Sánchez, som då fortfarande satt i fängelse i Spanien.
Med text på svenska av Margot Borgström spelades sången in av Wizex 1979 på albumet Some Girls & Trouble Boys. och, utgiven i Kikki Danielssons namn, nådde bandet även en framgång på Svensktoppen med sången där den låg i 10 veckor under perioden 25 november 1979-10 februari 1980, och bland annat toppade listan.
Liz Mitchell spelade senare in en version på albumet No One Will Force You vid namn "Mandela", med omskriven text som handlade Nelson Mandela, som då ännu satt i fängelse.

### Fotnoter
1. ↑  ”Some Girls & Trouble Boys”. Svensk mediedatabas. http://smdb.kb.se/catalog/id/001887059. Läst 16 oktober 2014.
2. ↑  ”Svensktoppen”. Sveriges Radio. 26 februari 1979. http://sverigesradio.se/Diverse/AppData/Isidor/files/2023/3477.txt. Läst 16 oktober 2014.
3. ↑  ”Svensktoppen”. Sveriges Radio. 26 februari 1980. http://sverigesradio.se/Diverse/AppData/Isidor/files/2023/3478.txt. Läst 16 oktober 2014.